# جورج كوري
جورج كوري (بالإنجليزية: George Currie)‏ هو محامي وسياسي بريطاني وبريطاني (وحمل سابقاً جنسية المملكة المتحدة لبريطانيا العظمى وأيرلندا)، ولد في 19 ديسمبر 1905 ببلفاست في المملكة المتحدة، وتوفي في 20 يناير 1978. حزبياً، نشط في حزب ألستر الوحدوي.

## مناصب
- في الانتخابات العامة في المملكة المتحدة 1955 [الإنجليزية]‏، انتخب عضو البرلمان الحادي والأربعين للمملكة المتحدة ‏ عن دائرة داون الشمالية (26 مايو 1955 – 18 سبتمبر 1959).
- في الانتخابات العامة في المملكة المتحدة 1959 [الإنجليزية]‏، انتخب عضو البرلمان الثاني والأربعون للمملكة المتحدة ‏ عن دائرة داون الشمالية (8 أكتوبر 1959 – 25 سبتمبر 1964).
- في الانتخابات العامة في المملكة المتحدة 1964 [الإنجليزية]‏، انتخب عضو البرلمان الثالث والأربعون للمملكة المتحدة عن دائرة داون الشمالية (15 أكتوبر 1964 – 10 مارس 1966).
- في الانتخابات العامة في المملكة المتحدة 1966 [الإنجليزية]‏، انتخب عضو البرلمان الرابع والأربعون للمملكة المتحدة عن دائرة داون الشمالية (31 مارس 1966 – 29 مايو 1970).